# بيزانيلو

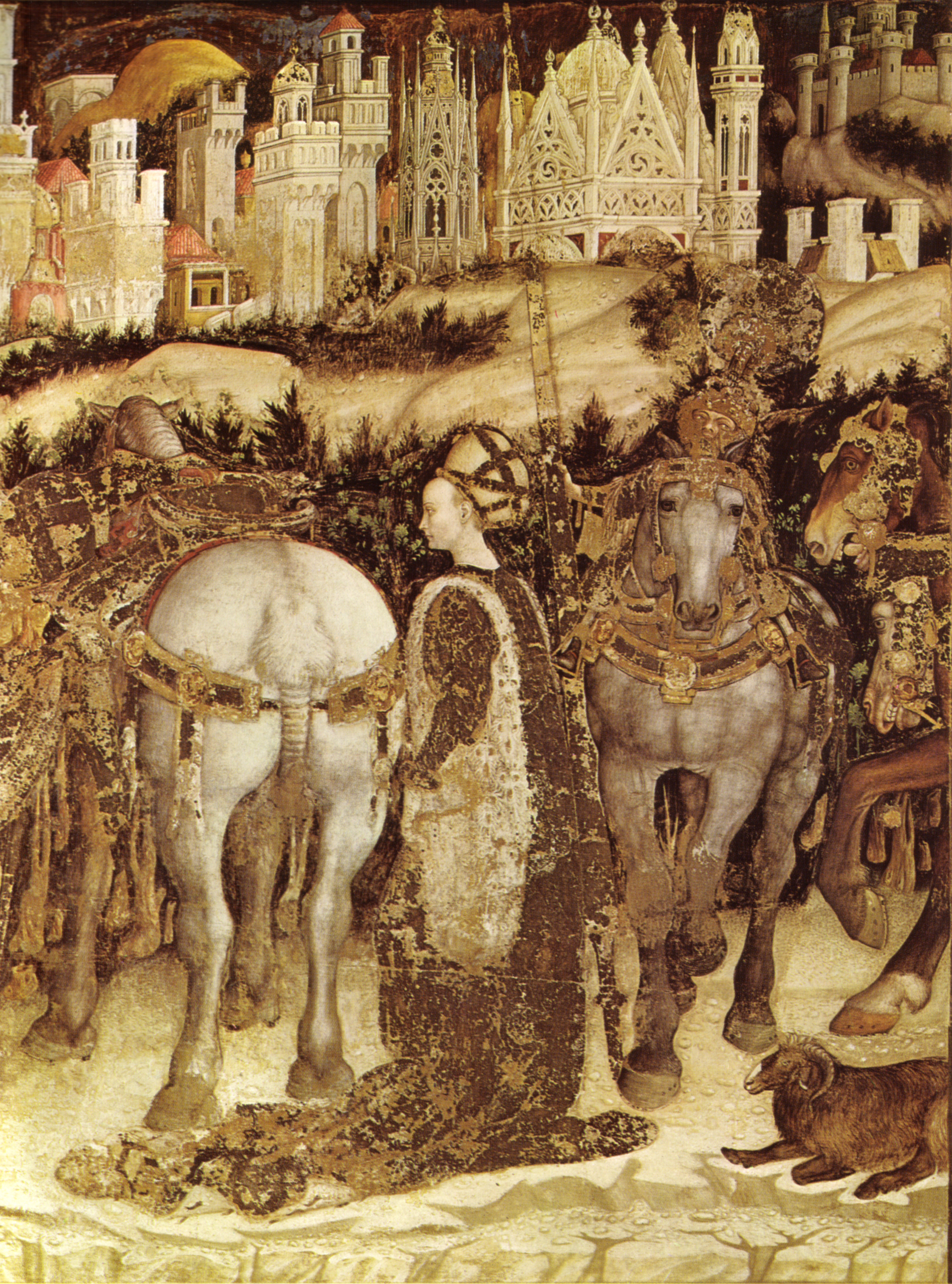
القديس جورج والأميرة (التفاصيل، حوالى 1436م-1438م)، - كنيسة القديس أناستازيا، فيرونا

أنطونيو دي بوتشيو بيسانو، والمعروف بأسم بيزانيلو (ولد في فيرونا حوالى 1395 م - توفي حوالي 1455 م في نابولى)، كان الرسام ومصمم الأوسمة الإيطالي، من بين أعظم الرواد القوطية الدولية في إيطاليا.
كان بيزانيلو معروف عنه اللوحات الجدارية الرائعة كبيرة الحجم، معلقة بين الواقعية وعالم الخيال من قبل شخصيات لا تعد ولا تحصى بالسكان، بألوان لامعة وسمات دقيقة؛ ودمرت إلى حد كبير، وذلك بسبب الإهمال أو بفعل حادث أو بسبب تدمير متعمد، بسبب تغير الذوق، وخاصة في قرون من عصر النهضة والباروكية. طوال حياته المهنية كرس نفسه بنجاح في نشاط تصميم الأوسمة، ليصل إلى القمه في هذا المجال التي، وفقا للبعض، هو نجاح غير مسبوق في هذا المجال. أشيد به من قبل العديد من الشعراء، على رأسهم الشاعر جوارينو من فيرونا ومن قبل الكتاب والأدباء في ذلك الوقت، مثل بورتشيلو. نحو منتصف القرن الخامس عشر، ومع ذلك، انخفضت شهرته بسرعة، نظرا لانتشار اللغة في عصر النهضة. بيزانيلو، مع ذلك، لم يكن في مأمن من تجديدات عصر الإنسانية كما يمكن للمرء أن يرى ذلك جيدا في صناعته للأوسمة، ولكن رؤيته الأسلوبية لم تنجح أبدا في ان تبني على منظور مكاني عقلاني. لم يكن هناك أحد قبله يحلل العالم الطبيعي بدقه شديدة، كما يتضح في رسومه البيانية الواسعة. تعد دراسته المشهوره من واقع حياة الناس والحيوانات التي تظهر في تصاميمه من أفضل تصاميم ذلك الوقت التي تجاوزت نظر الفاحص ليوناردو دا فينشي في اواخر القرن الخامس عشر.
كان يعمل لرئيس القضاة فينيسيا، للبابا، لمحاكم فيرونا، فيرارا، مانتوفا، ميلان، ريميني وعمل لدى ملك نابولى في سنوات حكمه الأخيرة.
ويقدر أن فقط من 5-8 % من إنتاج بيزانيلو المصور قد نجاج: على الرغم من أن هذا أغلب إنتاجه وأعماله كانت من الرسومات والميداليات، ويعرف الفنان دائما من توقيعه وفقط فوق التصميم بالتوقيع «المبرقش».

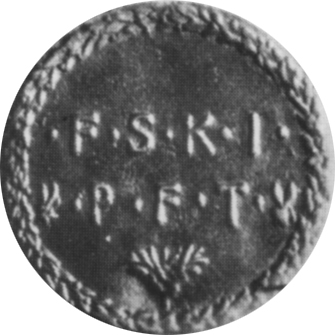
وجه لعملة واحده مع النقش

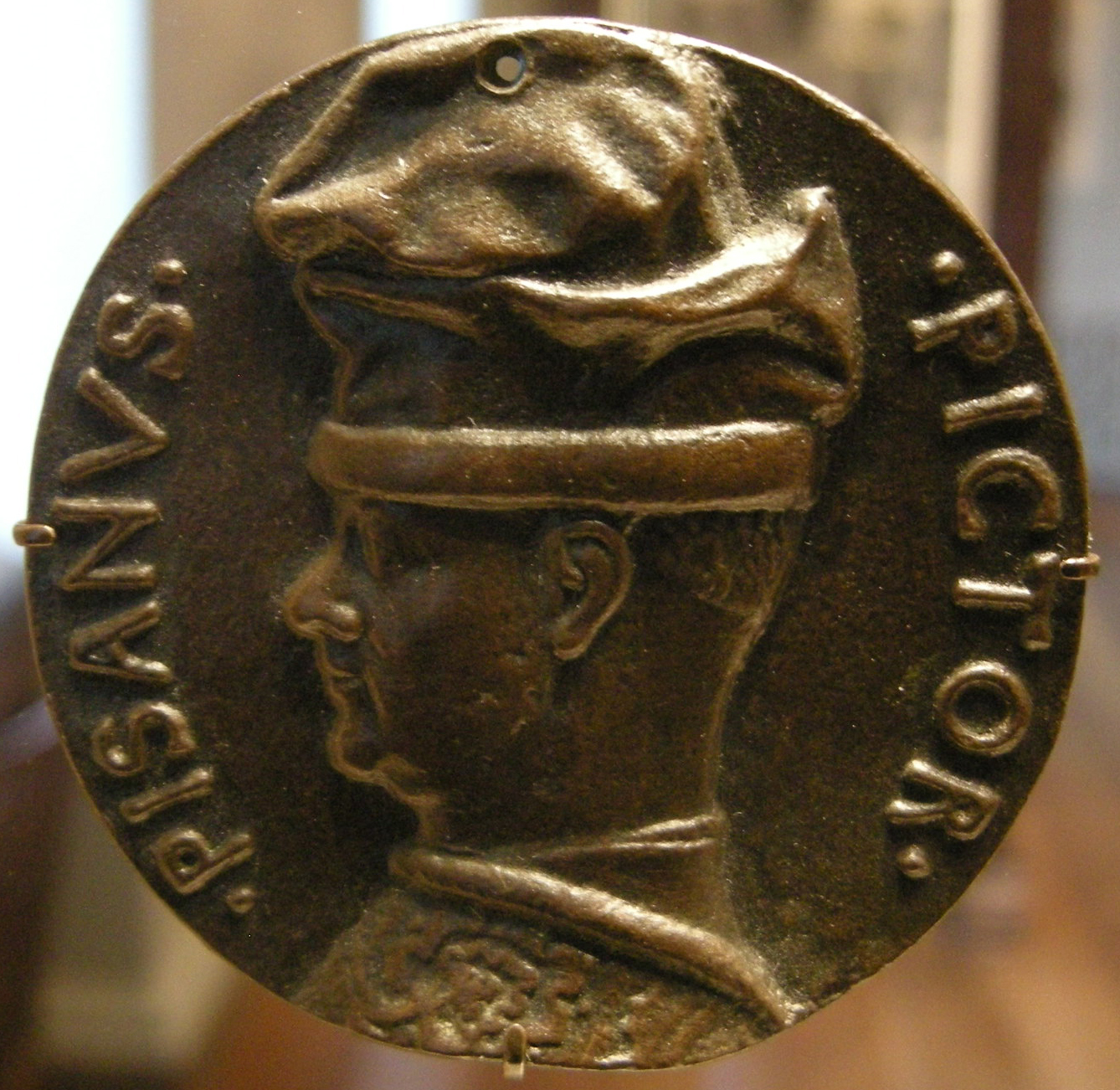
انطونيو ماريسكوتى - ميدالية مصنوعه من قبل بيزانيلو

## السيرة الذاتيةوالأعمال
لا تزال فترات كبيرة من حياة بيزانيلو محاطة بهالة من الغموض. له تاريخ ميلاد غير معروف حيث يقع عادة بين 1380 م و 1395 م، في حين يفترض وقوع وفاته بين عام 1450 م و1455 م. أما بالنسبة لمكان الولادة يفترض ان يكون بيزا ويستند على ذلك فقط من الاسم وأكثر من ذلك بكثير على الأرجح يرجع اصل الاسم والده، السير جيوفاني دي سيريتو بوتشيو، الذي كان في الواقع من بيزا، والذي قد تاجر وتزوج أيضا، في فيرونا. وكانت توجد في المدينتين لفترة قصيرة في نهاية القرن الرابع عشر في مقتنيات فيسكونتي أسماء بيزانيه كثيرة للمواطنين في أعمال وووصايا فيرونية، حيث شهدها المجتمع الضخم المتمركز هناك ولذلك فمن المرجح أن بيزانيلو ولد في فيرونا، في موطن والدته، حتى لو أن لا يمكن إثبات ذلك.
لحوالي أربعة قرون، كان يسمى الرسام بالخطأ «فيكتور» بيسانو، بدأ ذلك من قبل جورجيو فاساري الذي في صياغه حياه بيزانيلو ربما خلط اسم الرسام مع بيساني الشهير، أميرال من جمهورية البندقية في القرن الرابع عشر. صحح الخطأ فقط في عام 1902، عندما نشرت خطبة من زيبال للأديب الفيرارى لودوفيكو كاربوني، حيث تحدث عن صورة عمله في جامعة ديوك رسمت من قبل «أنطونيوس بيزانوس». ثم أكد اسم أنطونيو مرة واحدة وإلى الأبد من وثائق أخرى، بحثها ونشرها بياديجو بين 1906 م و 1918 م.

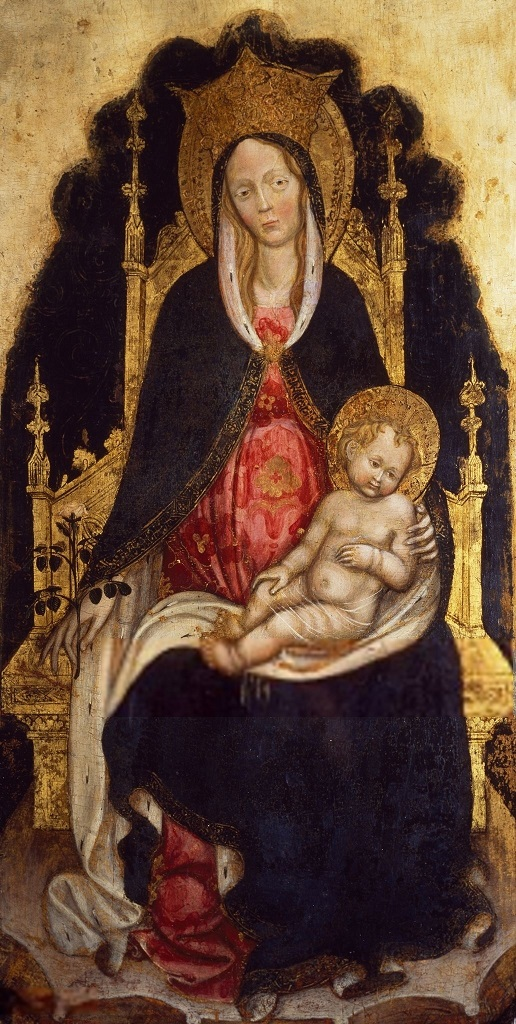
لوحة مادونا من ميدان البندقية، أشار البعض بأنه أول عمل نسب إلى بيزانيلو

### الطفولة
وتتعلق الوثيقة الأولى التي تؤرخ ميلاد بيزانيلو إلى عام 1395 م، عندما قدم الأب جون بوتشيو سيريتو، بيزا، اعترافه بانجابه أنطونيو خلفا له ابنه من زوجته المنتفعه إيزابيتابنه نيكولاس زوبيريو، بحي سان باولو في فيرونا. ربما مات الرجل بعد ذلك بفترة وجيزة. تعد الوثيقة نسخة من الأصل، كتبت هذه الوثيقة في بيزا الغير قابل للاسترداد والواردة في وثيقة من فيرونا عام 1424. هناك سجل مدني لحاشية القديس بولس اثناء شهر مارس في فيرونا الذي فيه إلى أنطونيو بإتمام ستة وثلاثين عاما في عام 1433 م والذي من شأنه بالتالي يكون تاريخ خاطئ يؤدي إلى إسقاط تاريخ ميلاد الرسام في عام 1397 م، بعد سنتين من شهادة الأب. وفي عام 1404 تزوجت والدته من بارثولوميو من بيزا، التي أنجبت منه ايزابيتا نفسها في نفس العام 1398 م ابنة والتي تسمى بونا. بين عامى 1409 و 1411 في عادات فيرونا غالبا ما استخدم اسم اليزابيتا كلقب للعائله هناك: في 1409 كانت اليزابيتا في الواقع أرملة زوجها الثاني، في حين لكي نجد هناك اسم أنطونيو يجب أن ننتظر لعام 1443م أي بعد عام من وفاة والدته.

### النشأة في فيرونا
حتى حوالي عام 1415 كان يجب أن يبقى بيزانيلو في فيرونا. وتشير الوثائق أن ظروف عائلته دائما ما كانت جيدة.
ولا يعرف سوى القليل جدا عن نشأته والآن رفضت عالميا إعاده بناء فاساري التلمذة الصناعية بفلورنسا التي كانت موجودة في ورشة عمل أندريا ديل كاستانيو. والواقع أن نقص أعمال بيزانيلو في وقت مبكر (يعزى على وجه اليقين) إلى استحاله إجراء مقارنات مع أعمال المعلمين الآخرين من أجل إظهار التأثيرات. فقط نظرا أن التاريخ الوحيد المعقول أن هذه النشأة قد حدثت على وجه التحديد في فيرونا، وربما تحت قيادة ستيفن، ويذكر كدليل على هذه المعلومات من قبل بعض كعمل له في فترة الشباب طاوله مادونا في ترونو والتي توجد الآن في المتحف الوطني في قصر البندقية في روما، حيث يمكن قرأه تأثير ستيفن. الطاولة في هذه المسألة مع ذلك، هو عمل وإسناد غير مؤكد وهناك من يعزو ذلك العمل للآخرين أو حتى مباشرة إلى ستيفانو. ومع ذلك، فإنه لا شك فيه أن بيزانيلو استوعب بعمق وبدقة الثقافة الكبيرة لشمال القوطية، والتي وصلت ذروتها مع عمله. بالأضافة إلى أن النقد يتفق إلى حد ما في بعض التأثير الذي حصل عليه الفنان في شبابه من درس الزخرفة لالتكييرو (والذي يشتق في نفس الوقت من جيوتو) التي ترتبط أساسا بالبنية الأساسية أو التصميم الدقيق للحيوانات، وخاصة الخيول.

### مقابلة جينتيلى بالبندقية

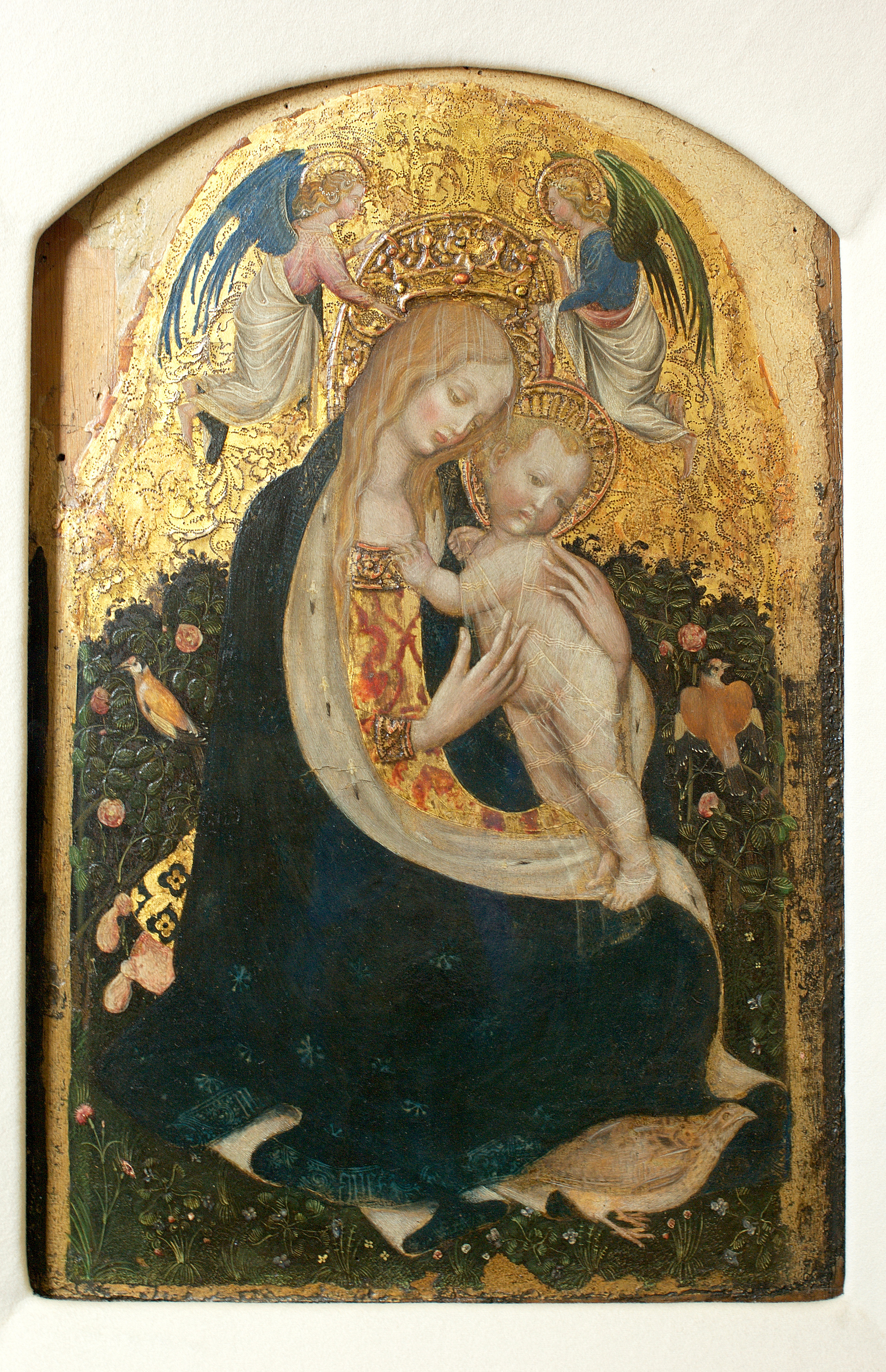
بيزانيلو

خروجت المعرفة بأعمال بيزانيلو من الفترة المظلمة فقط مع إنشاء الرابطة مع جنتيلي دا فابريانو. التقى الفنانان ربما في فينيسيا بين عامى 1415 و 1422 أو نحو ذلك، عندما استدى بيزانيلو لمواصلة أعمال الديكور للجدار في قاعة المجلس الكبرى في قصر دوكال التي بدأها قد بدأها جنتيلى. هنا رسم بيزانيلو حلقة من فريدريك بربروسا متوسلا ابنه أوتو كجزء من قصص الحرب بين بربروسا والبابا الكسندر الثالث. تم تشكيلها في عمل لأول مرة في عام 1488 من قبل الفيس فيفارينى وفي النهاية دمرت في حريق عام 1577 لذلك لم يبقى منها شيئا.
من قصه تعاونه مع جنتيلى من فبريا بقى جزء كبير من الاثار الاسلوبية والوثائقيه - التاريخية. في عام 1420 أرجع إلى مادونا من كواليا أول عمل له تقريبا حيث لوحظ تأثير جنتيلى وخاصه في المقارنة مع طاولات نظيره الفنان الفبريانى مثل أعمال مادونا في ترونو مع الطفل والملائكة الموسيقيين في (بروجا، المتحف الوطني في اومبريا) ومادونا المتواضعة في (بيزا، المتحف الوطنى في سان ماتيو).
وتقابل هناك أيضا التأثيرات المؤلفين من لومبارد - فينتو ومنهم ستيفانو وميكالينو من بيسوتو وبالاخص من تتعلق بالاعمال مثل مادونا في حديقة الزهور (فيرونا، متحف كايلفيتشو) وأعمال مختلفه عن بعضها البعض.

### الاقامه الأولى في منتوفا
انتقل بيزانيلو عام 1422 إلى مانتوفا في خدمة الشاب لودوفيكو غونزاغا الثالث ليبدأ في اكتساب سمعة كبيرة في مختلف قصور لومبارد، والتي بدأت تتواجه للحصول على خدماته. وثق وجوده في المدينة يوم 4 يوليو و 12 أغسطس من ذلك العام، ومرة أخرى في 10 أغسطس 1423 على وثائق تتعلق بشراء قطعة أرض في منطقة سانت بول. في قصر مانتوفا، اتصل بيزانيلو بالتحركات الإنسانية الأولى، والتي استخدمت بعد ذلك لا سيمافى احتفالات السلالة الحاكمة.
في 1423 كان جنتيلي دا فابريانو في فلورنسا يعمل على التربيس ستروزي. وبالنظر إلى أوجه التشابه بين قطع أعمال جنتيلى وبعض الرسومات من فالاردى تكهن بعض المؤرخين في هذا الوقت باقامه بيزانيلو بفلورنسا وقد يرفض أو يشك عموما في هذا الاقتراح من قبل معظم العلماء، مع بعض الاستثناءات مثل (كوليتي، تشياريلي)، الذي استوعب ايضاشاره فاسارى للفنان «الشاب» للعمل في أول كنيسة معبد في فلورنسا. ومع ذلك ذكرت ألتربيس لجنتيلى عموما بشكل واضح من قبل فنانى البندقية الذين لم يقيموا قط في فلورنسا مثل أنطونيو فيفارينى وجيوفاني دي أليمانيا والتي يمكن للمرء أن يتصور أن هناك في لاغونا أعمال مفقوده لجنتيلى التي كانت تشكل اجزاء من رائعته الرئيسيه. من المتوقع ان يكون رأها بيزانيلو في ورقت لاحق عندما كان مسافرا إلى روما.

### بافيا

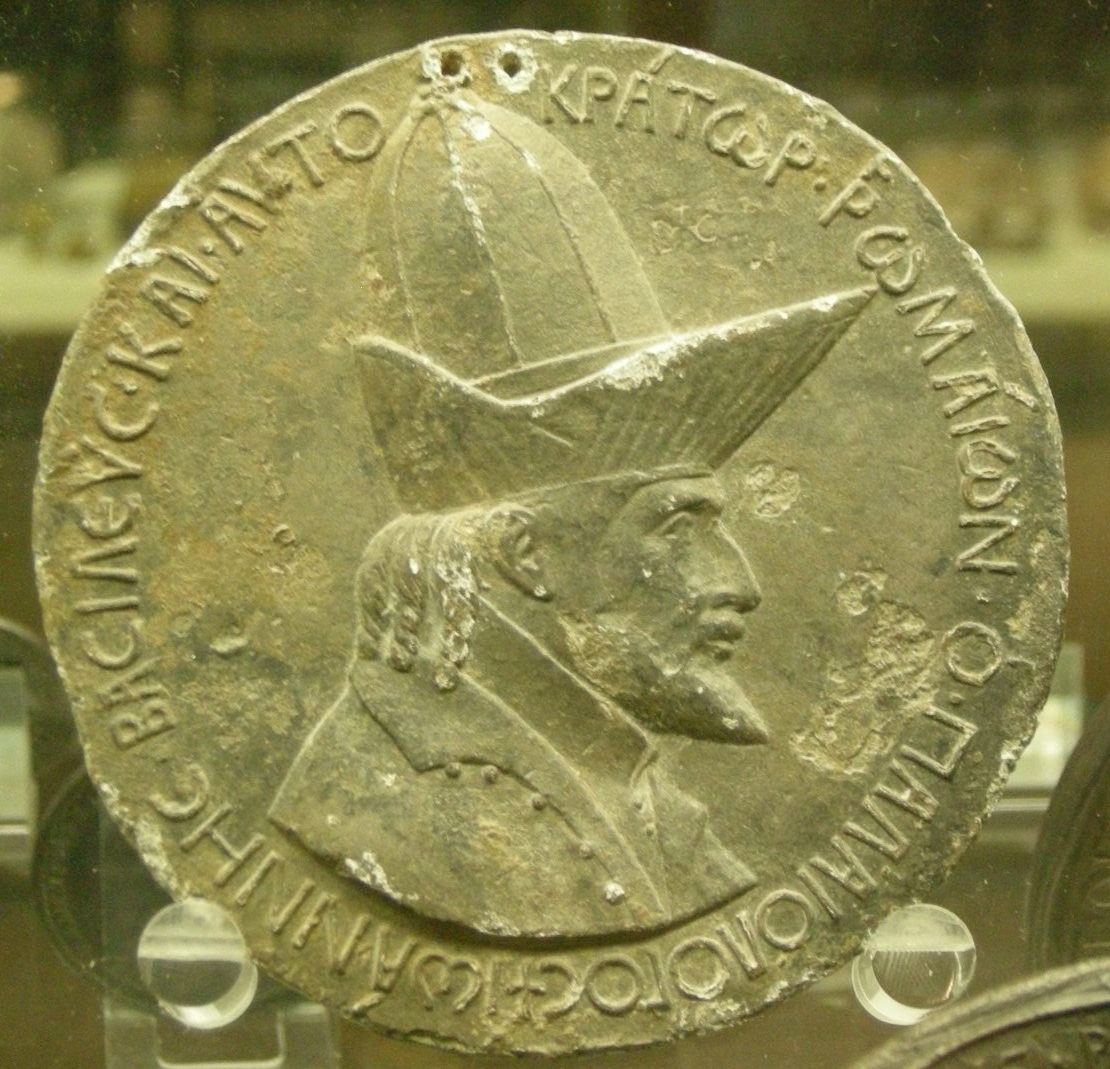
من اعمال بيزانيو "وسام يوحنا الثامن باليولوجوس"

بينماكان الزوج الثالث لايزابيتا بفيرونا يملى شهادة ويقضى هناك ربما حياة أفضل في (22 سبتمبر 1424)، كان فيليبو ماريا فيسكونتي في بافيايصلح ويحسن القلعة، في انتظار وصول ضيف رفيع المستوى الإمبراطور البيزنطي يوحنا الثامن باليولوجوس. في هذا العام وضعت عموما اللوحات الجدارية لبيزايلو في القلعة التي تجسد صيد.
أو يبقى العمل مجرد وصف لبريفنتوانو:
إن بيع غرف وآخرون كثيرا فوق النحو المبين أدناه، هي [...] رسمت كلها تقريبا [...]. كانت السماء باللون الازرق الجميل انها تبرز مصير مختلفة مثل الحيوانات المصنوعة من الذهب، مثل الأسود والفهود والنمور والكلاب السلوقية، كلاب الصيد، والغزلان والخنازير البرية وغيرها. [...] على جانب الحديقة [كان هناك] قاعة كبيرة لسبعين الأسلحة طويلة واسعة نحو عشرين شخصيات شارك الطوابق "الجميلة، والتي مثلت الصيد وآخرون pescagioni آخرون ركوب الخيل مع غيرها من مختلف ديبورتى الدوقات وآخرون الدوقة تلك الدولة. »
(س. بريفنتانو، قصة تاريخية من الآثار بافيا، بافيا، 1570.)
ضربت القلعة في الواقع من قبل مدفعية الجيش الفرنسي في 4 سبتمبر 1527، ودمرت جميع اللوحات الجدارية في القاعات.

### الاقامه الثانية في منتوفا والعودة إلى فيرونا

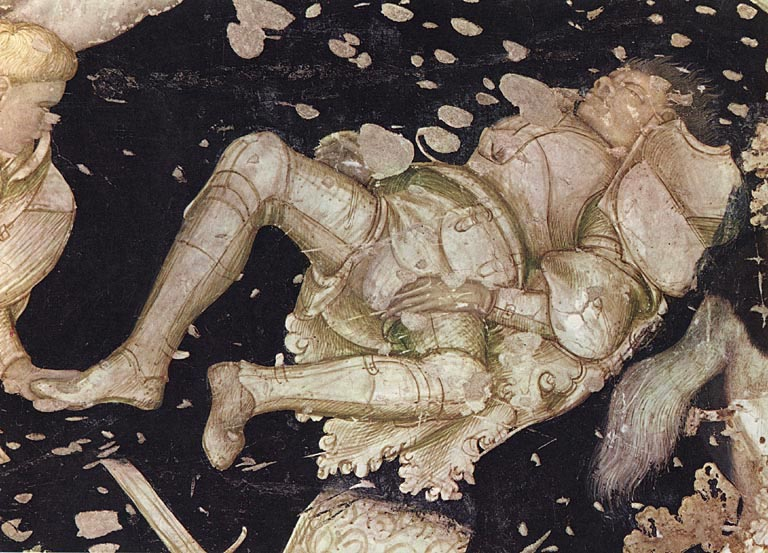
بطولة معركة لوفزيرب بتفاصيلها (تقريبا بين العامى 1424-1426)، قصر الدوق، مانتوفا

في الفترة من 1424-1426 بقي بيزانيلو في قصر غونزاغا، كما يتضح من شواهد مختلفة في السجلات الإدارية. لذلك تعود العديد من اللوحات الجداريه لهذه الفترة في قلعة القديس جورج بمناظر ملتهبه من معركه لوفيزرب، مستوحاة من العالم الأدبي العفيف. يتناول العمل المغامرة الادرالكية لجان فرانشيسكو جوانزاغا - البجعة الطائرة - الذي رأى بصورة رجل يرتدى قبعة ضخمه لقزم على حصان وتحتها يوجد فارس مغامرة جريال بوهورت، السلف المفترض لمنزل غوانزاغا. وبالإشارة إلى حقبه لوديفكو ايد غوانزاغا في البداية من جوانا وودز-مارسدن في عام 1988، وبعد ذلك تم التخلي عنه.
اضطر إلى العودة إلى فيرونا عام 1426، وفقا للتاريخ الموجود على النصب التذكاري لنيكولاس برينزونى في كنيسة سان زينو ماغيوري. هذا العمل، مع المنحوته التي قام بها فلورنسا ناني دي بارتولو، يتضمن بشارة جبريل في الجزء العلوي ورؤساء الملائكة ميخائيل ورافاييل إلى جانبي النصب نفسه، حيث تعتبر مؤثرات واضحة لجنتيلى.

### في روما

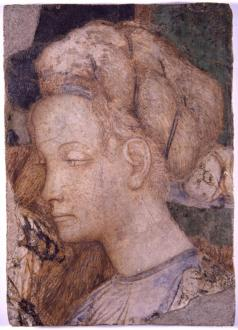
رأس لأميرة تعود إلى حقبه القديس يوحنا في لاتران صنعت بواسطة بيزانيلو وجنتيلى، المتحف الوطني في قصر فينيسيا وروما

توفي جنتيلي دا فابريانو في رومافي عام 1427 م، بينما كان يعمل في حلقة المفقودة من اللوحات الجدارية في صحن الكنيسة القديس يوحنا لاتران. وترك في وصيته أدوات العمل لبيزانيلو، وهو غير واضح إذا كان بالفعل في روما لمساعدة زميله أو إذا ذهب إلى هناك في وقت لاحق. في أي حال، في عام 1431 أحيل إلى المحكمة البابوية، مع تسجيل أحكام ضده في 18 إبريل و 27 نوفمبر من ذلك العام و28 فبراير 1432. هذه الدورة من اللوحات الجدارية مع قصص القديس يوحنا المعمدان وقصص المسيح، والتي زينت صحن كامل، لا يوجد أي أثر لأنه تم تدميره خلال تجديد كنيسة الانتهاء في 1650 من قبل برومينى. وقام برومينى أيضا باستنساخ جزء من الزينة في القرن الخامس عشر على ورقة والتي توجد الآن في برلين في كونسيتبيبلوتك. وقد أشار بعض العلماء أيضا إلى عدد من الرسومات لبيزانيلو والتي قد تكون الدراسات التحضيرية لهذا العمل أو نسخ من حلقات جنتيلى. شظايا من دورة جنتيلى ونسبت الآن لبيزانيلو، ورئيس لعبة الداما في المتحف الوطني في قصر فينيسيا في روما وصورة شارلمان إلى الفاتيكان بيناكوتيكا.

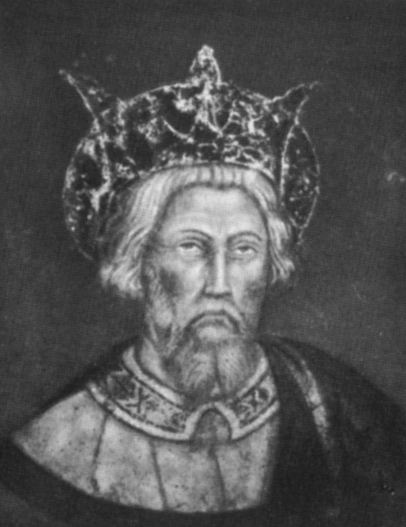
كارلو ماغنو من معرض صور الفاتيكان، روما

عانت الفائدة الاثريه التي أفتتحت من قبل بترارك في القرن الماضي حيث نفذ بيزانيلو والفنانين من ورشته عدد كبير من التصاميم التي نسخوها من شخصيات من التوابيت الرومانية وغيرها من الشخصيات القديمة التاريخية على سبيل المثال مكتبة الأمبروزيانا.

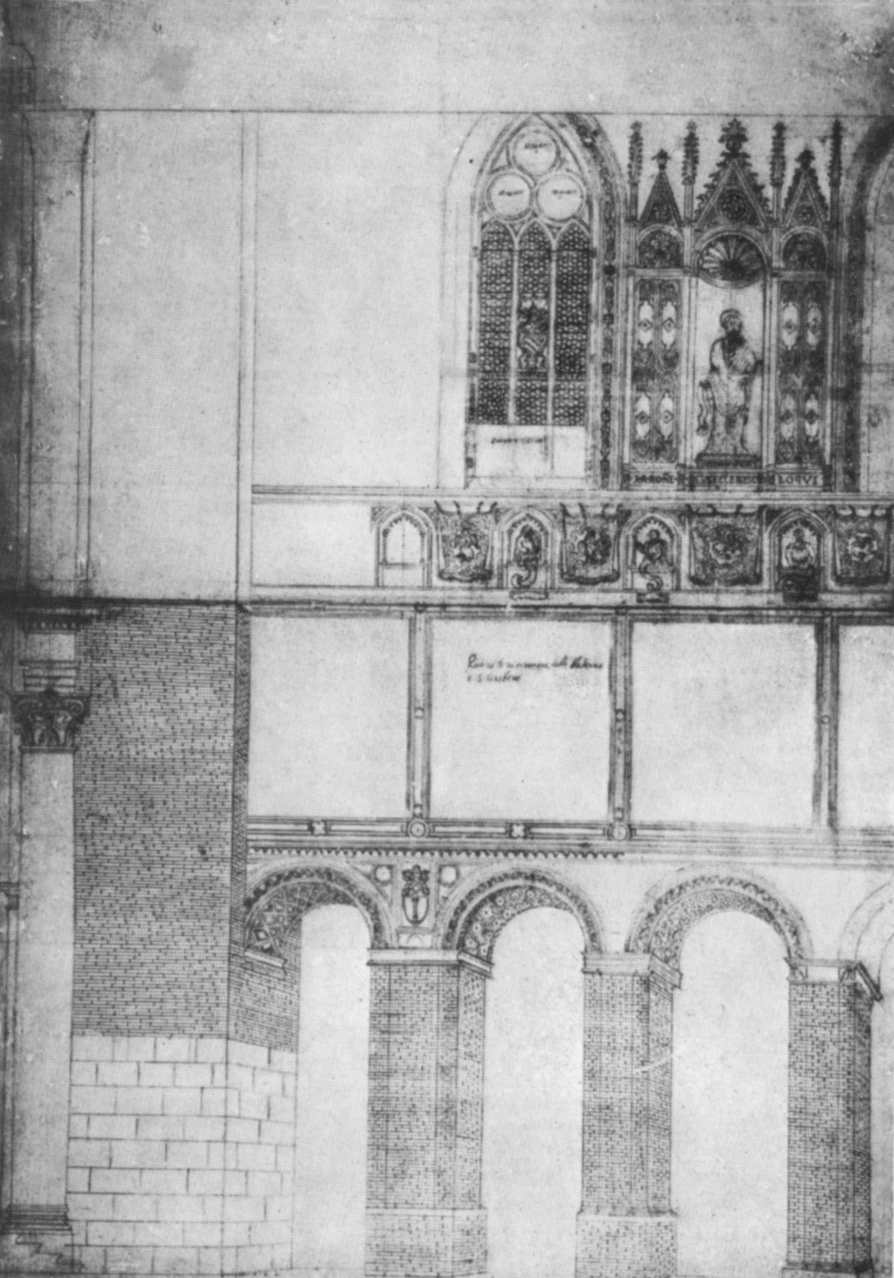
تصميم بورومينى

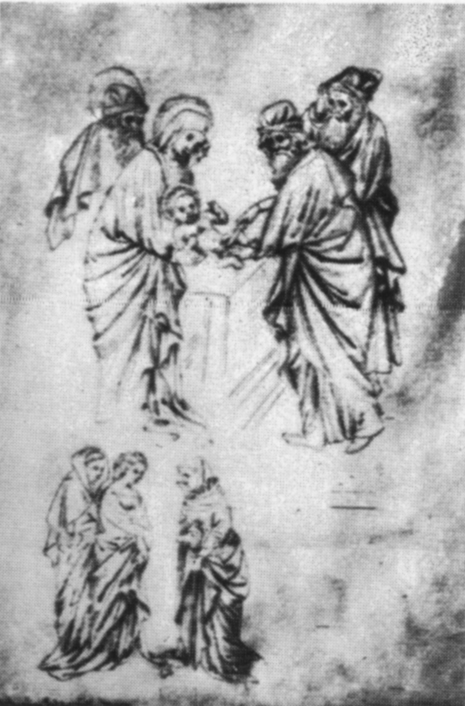
ثلاث قديسين، وربما دراسة للوحات الجدارية للقديس يوحنا في لاتران (متحف بونات، بايون)

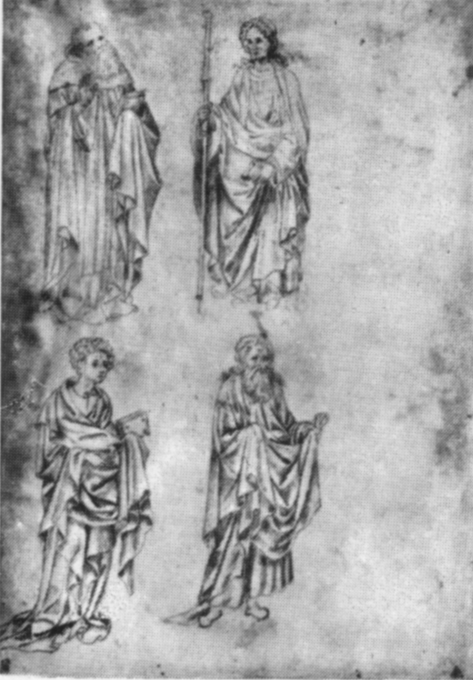
أربعة قديسين (ستاديل، فرانكفورت)

بعث بيزانيلو برسالة إلى دوق ميلانو فيليبو ماريا فيسكونتي يوم (28 يونيو 1431)، والتي كانت تتوسل له أن ينتظر حتى أكتوبر لانجازه بعض الأعمال التي قد كان وعده بها. لم يذكر موضوع هذا الوعد، وربما اللوحة التي لم ترى النور أو التي تعد في عداد المفقودين، في أي حال لم يصنع أي وسام لدوق ميلانوعلى الأرجح في عام 1441.

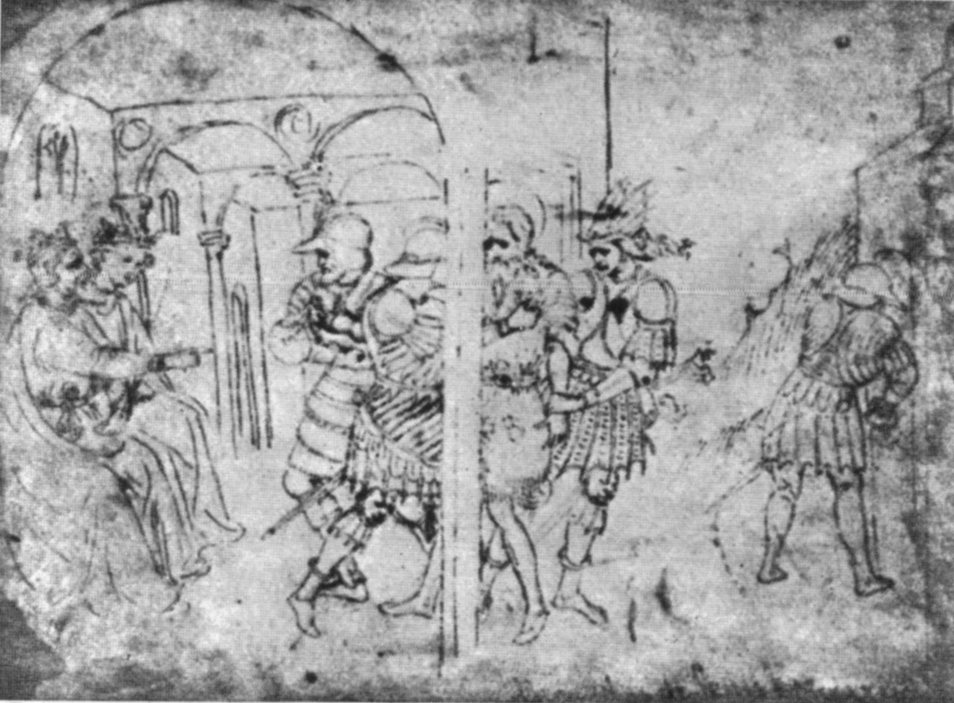
ايقاف المعمدان (المتحف البريطاني، لندن)

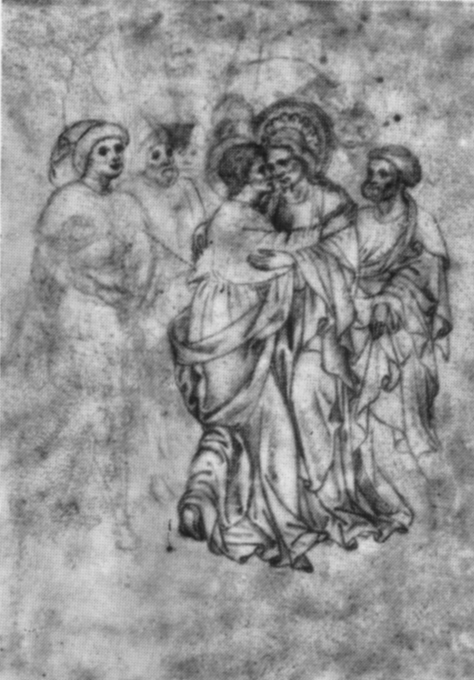
قبلة يهوذا (مكتبة الأمبروزيانا، ميلان)

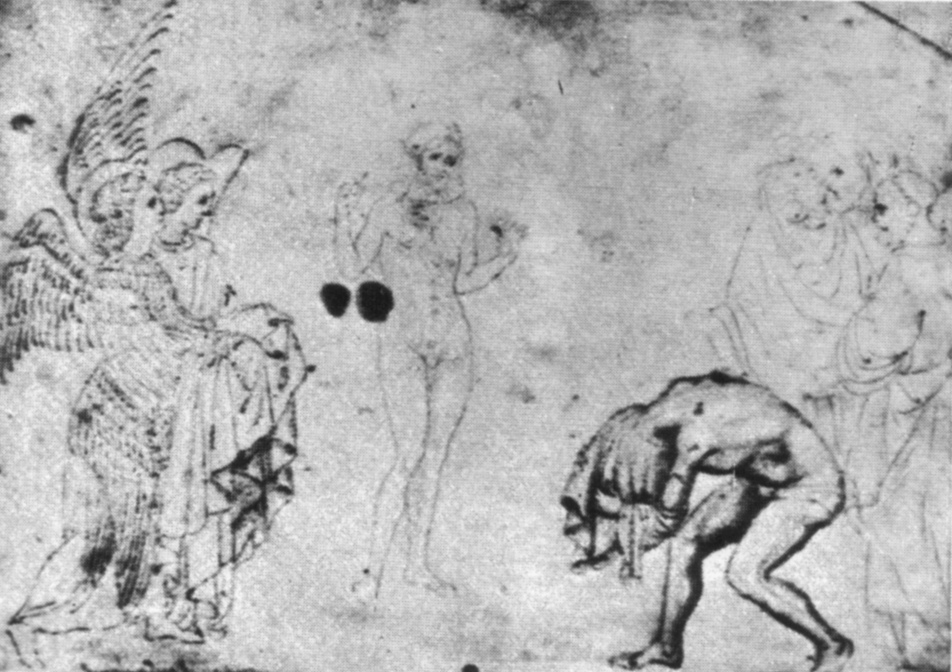
معمودية المسيح (قصر دى سينس، باريس)

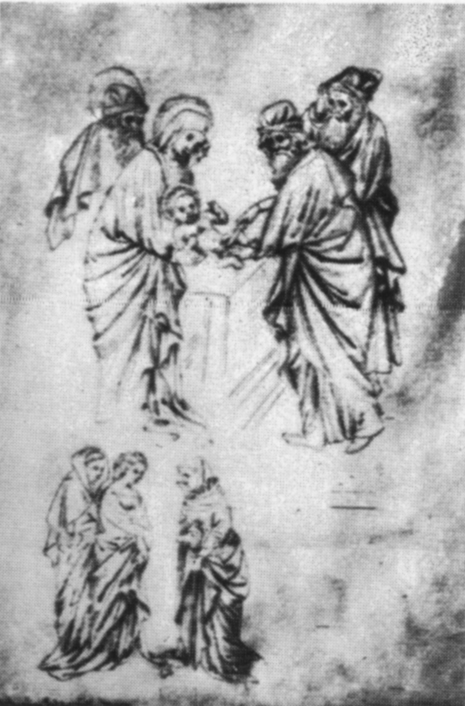
الختان، والزيارة (قصر دى ديسينس، باريس)

وترجع إلى هذه الفترة أيضا صورة سيغيسموند من لوكسمبورغ، في إيطاليا بين عامى 1431-1433 م، وظل من تلك الأعمال هناك أيضا بعض الرسومات التحضيرية. زار الإمبراطور بإلنظام ميلان ومانتوفا وروما، ولكن ليس من الواضح أين التقى به الفنان.

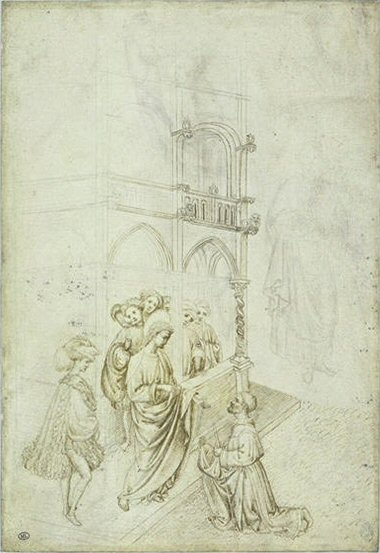
المعمدانية ترحب بحاج (قصر دى ديسينس، باريس)

في 26 يوليو 1432 تلقى بيزانيلو الامان من قبل البابا اوجين الرابع لمغادرة روما. كان الرسام، الذي أشار إليه باسم ديلوكتس فيلوس الصلاة والذهاب إلى عدد من المدن الإيطالية، والتي لم تكن محدده، وتكهن البعض أن تشمل أيضا المدن التوسكانيه، وفقا لهذا الاسلوب النقدى للذين قد يرغبوا في المشاركة في الابتكارات عصر النهضة.

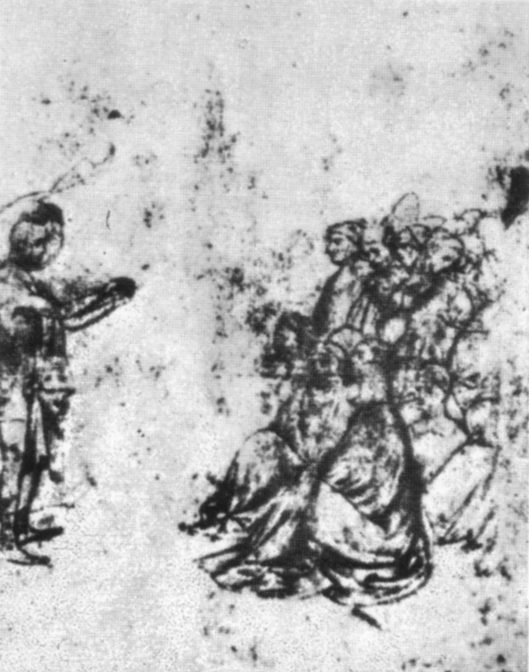
الوعظ المعمدانى (متحف بويجمنز فان بوينجن - روتردام)

المدينة الوحيده الموثقة في هذه الرحلة، ربما تلك الرحلة إلى فيرونا، خاصه فيرارا من حيث أرسل ليونيلا ديستي خطابا يوم 20 يناير 1433 لشقيقه ميليدوس في روما، من أجل طلب مادونا التي قد تركها بيزانيلو مع عائلته. ذكر في تلك الرسالة أيضا صراحة انتقال الفنان إلى فيرارا، وهو ما سمى «أومنيوم بيكتروم هيوس ايتيسس اجريجيوس» («العمل البارز بين جميع الرسامين في العصر الحالي»). في 1435 علم أن عائله بيزانيلو قد احضرت دمية يوليوس قيصر إلى ماركسى فيرارا المفقودة ربما كهدية الزفاف لأمير عصر الإنسانية.

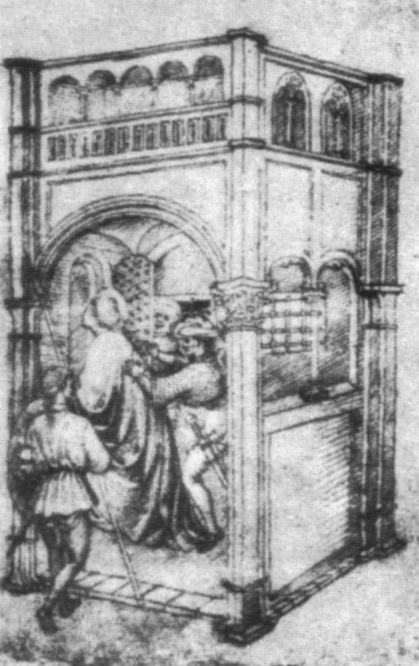
حبس قديس (ألبرتينا، فيينا)

### اللوحات الجداريه في سانت انستازيا بفيرونا

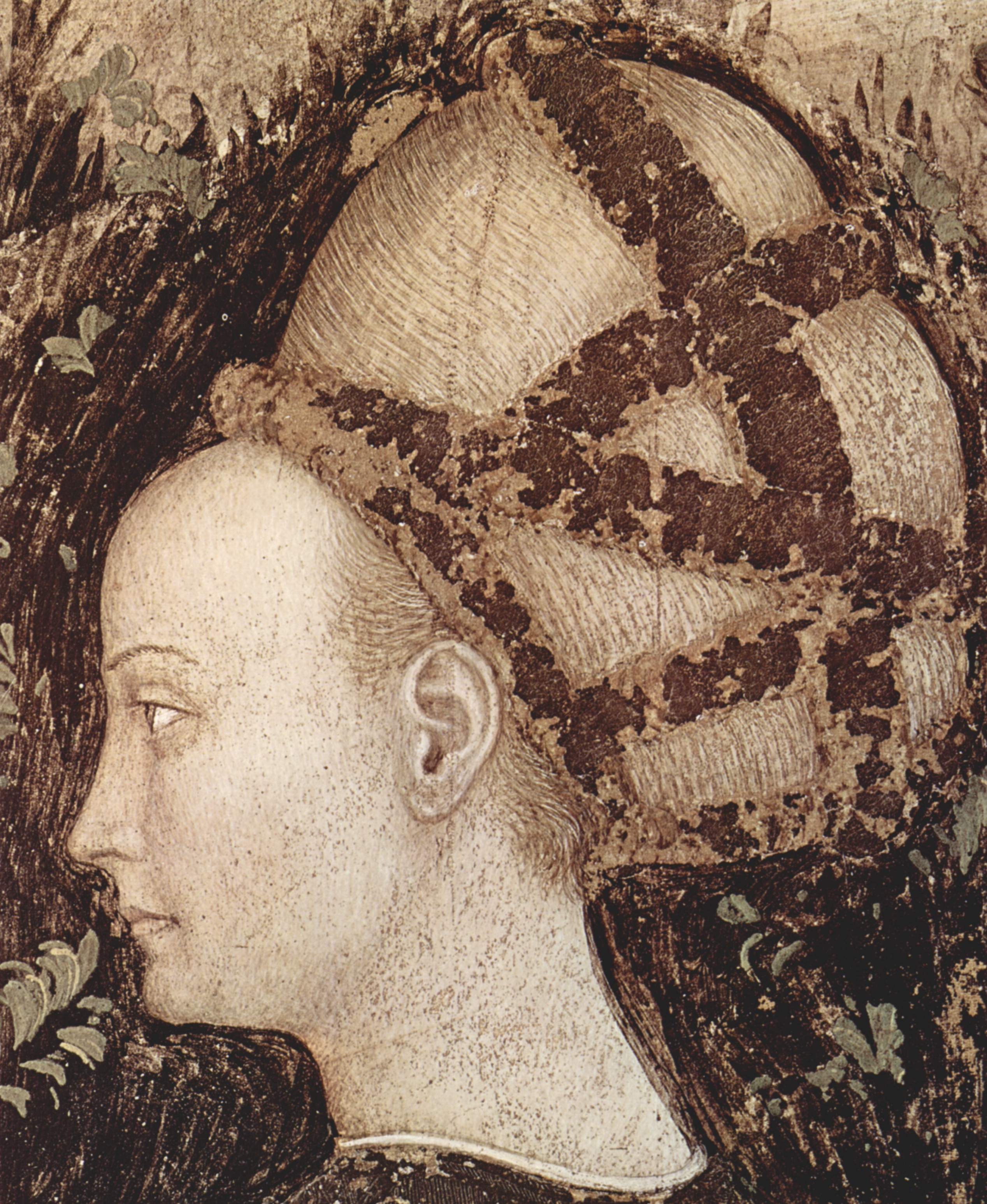
سانت جورج والأميرة، اللوحه وتفاصيلها مع رأس الاميرة (تقريبا بين عامى 1436-1438)، كنيسة القديس أناستازيا، فيرونا

بين عامى 1433 و 1438 تم توثيق وجود الفنان في فيرونا في السجل المدنى وسجلات الرعية المختلفة حيث عاش في سان باولو مع أمه الأرملة ابنته كاميلا (في حين لم تورد أي أنباء عن وجود زوجه له أو زواجه). في هذه السنوات أرخت في المجمل اللوحات الجدارية لسانت جورج والأميرة في فيرونا بكنيسة القديس أناستازيا، وإلى اليوم يرتبط هذا العمل بشهره الفنان. وقد وثقت تلك اللوحات الجدارية بين عامى 1433-1434 أو 1437-1438.
والجزء الأهم من هذا الديكور الذي يغطي القوس الخارجي لمصلى الحجاج والذي يتكون من اللوحات الجدارية الشهيرة التي تصور سان جورج يتلقى التحية من الاميرة لكي يذهب ليواجه التنين. هو عمل فنى غنى بالعناصر والرموز (الأكثر تحفيزا في العمل الاشخاص المشنوقين في خلفيه اللوحة) وهي بالتأكيد واحدة من أعظم روائع رسم فنان القوطية.
بشكل نموذجي الأساليب الادبية العفيفة هي جو خيالى فيها أسقط على أسطورة القديس جورج غنية من المدرعات وأثواب من الخيول، وتطور الملابس وتسريحات الشعر الأميرة والوفد المرافق لها، على خلفية العمارة التخيلية للمدينة جميلة من طرابزون.تقدم مؤكد واعى إلى حد ما نحو حساسية يمكن تحديدها بالنهضة التي تجسد تصرف نفسى جديد للشخصيات التي تتميز بالعاطفة العميقة التي تفصل الطابع التقليدى لشخصيات العالم العفيف التي لا يمكن اختراقها من العالم الأدبي. بل هو أيضا بلا شك يقضى على على القيم الزائفه والمكانية، على الرغم من خلوها من وضع المنظور العقلاني، والتي تبين مهارة الرسام في ترتيب الشخصيات على مستويات مختلفة، خاصة في لمحات جريئة ومقنعة للخيول.

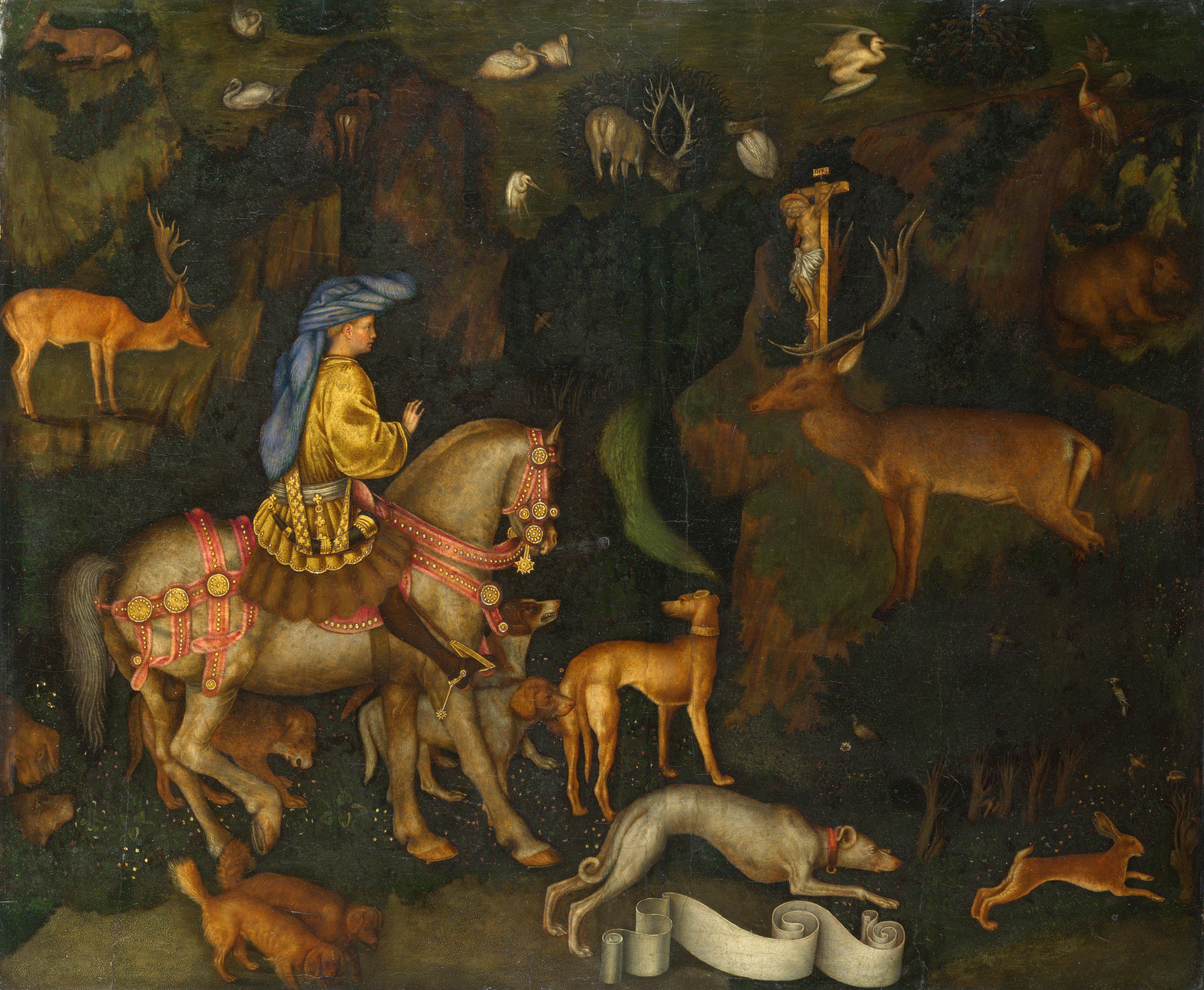
رؤية القديس يوستاس (1436-1438)، المعرض الوطني بلندن

كما هو الحال عند بيزانيلو توجد العديد من الحيوانات موجودة على ساحة أعماله الفنية حيث يصورها ببراعة بعد دراسات متأنية أجراها النماذج الحقيقية، وكثير منها قد نجا. وللأسف تعرض العمل لفتره طويلة إلى تسرب المياه القادمة من سقف الكنيسة الامر الذي أحدث أضرار جسيمة، والتي أثرت بشكل رئيسي على الجانب الأيسر من اللوحات الجدارية والتي جسدت مشهد عرين التنين. فقدت العديد من المدرجات المعدنية التي أثرت تأثير المناظر الطبيعية الخلابة: يبدو أن إتجاه بيزانيلو أدى إلى إنتاج تأثير «السراب» في المراقبين، التي تنتج بفضل كون اللوحات الجدارية تقع على بعد عدة أمتار من الأرض. ويرجع إلى العامي 1436-1438 م صناعه طاوله الرؤية في سانت يوستاس، التي تحتوى على عدد كبير من الحيوانات التي وصفت بدقة.

### مجلس فيرارا
في عام 1438 كان بيزانيلو في مجلس فيرارا، حيث حصل على منصب الفنان الرسمي، وعلى هذا النحو وضع وجه الإمبراطور يوحنا الثامن باليولوجوس، وصنع الميدالية الشهيرة التي كانت الأولى له والتي تعد الأولي لميداليات النهضة بأكملها. دخل تمثال الإمبراطور مع قبعة نموذجية الذاكرة الفنية الأوروبية، ونسخها العديد من الفنانين حتى بعد سنوات عديدة، من بينها وأبرزها كانت فيلاريت (بورتا سان بيترو)، بييرو ديلا فرانشيسكا (الجلد والنصر للإمبراطور قسطنطين على ماكسنتيوس)، بيروجيا (حلقات عن حياة القديس برناردينو)، فيتوري نوط (قصص القديس ستيفن)، وجان فوكيه (في اثنين من المصغرات)، هانز هولباين الأكبر (ألتربيس كايشام) وإلخ...
شهدت لجنه مرموقه على حالة الفنان، من حقيقة أنه ترك توقيعه على ظهر العملة، والتي إلى حد ما انتشر استخدامها على نطاق واسع نجحت في التداول في المحاكم وأصبحت مبادرة ممتازة «التسويق» بين الموظفين: من ثم سافر إلى القصور الإيطالية نظرا للطلب الكبير على الميداليات واللوحات الجديدة.
في مجلس فيرارا انشغل بيزانيلو أيضا في إنتاج عدد كبير من الرسومات، مع فضوله وشدد باستمرار المحكمة البيزنطية الغريبة: سحب الملابس من كبار الشخصيات وسيدات، والأشكال الغريبة من القبعات، والحيوانات في السحب، وخصوصا الخيول، منها درس تفاصيل بعناية مثل تقسيم الخياشيم تركيبات البيزنطية أو معقدة من شعر الخيل الذيل.
في هذه أو غيرها فيرارا يعيشون عليه ويرجع إليه أيضا صورة للأميرة استي، وربما جنيف ديستي.

### الاقامه الثالثة في منتوفا
في النصف الثاني من 1438 انفجرت الطاعون في فيرونا بين الكثير من المواطنين في الوقت نفسه كانت البلاد في حرب بين فيليبو ماريا فيسكونتي وجمهورية البندقية، ولجأالكثير إلى الحلفاء في مانتوفا. وقد حدثت غارات كثيرة مر فجأه جان فرانشيسكو بأهل ميلانو في الرابع من يوليو وترك جنوده يعيشوا في فيرونا. أمرت حكومة البندقية رئيس بلدية فيرونا لنداء الوطن لكل المهاجرين الامر الذي جعل بيزانيلو يهرب وقد وثق ذلك مرة أخرى في مانتوفا في 12 مايو 1439. في الوقت نفسه توفيت والده بيزانيلو في نهاية 1438.
بين 17 و 20 نوفمبر 1439 تفاقمت العلاقات بين مانتوفا والبندقية وأبعد من ذلك عندما هاجم غونزاغا فيسكونتي بقيادة نيكولاس بيتشينو مدينة فيرونا واحدة من معاقل سيرينيسما، الذي أقيل من منصبه واحتلوها لفترة قصيرة. أراد بيزانيلو ارضاء الحامى فوجد نفسه في الرتب العسكرية للعدو في مسقط رأسه، احتفل بالمغامرة بصنع ميداليات جان فرانشيسكو جوانزغو ولببيتشينو في 1441 وعندما ازداد العداء بين البندقيين لاحقا سبب ذلك الامر اتهامه بالخيانة.

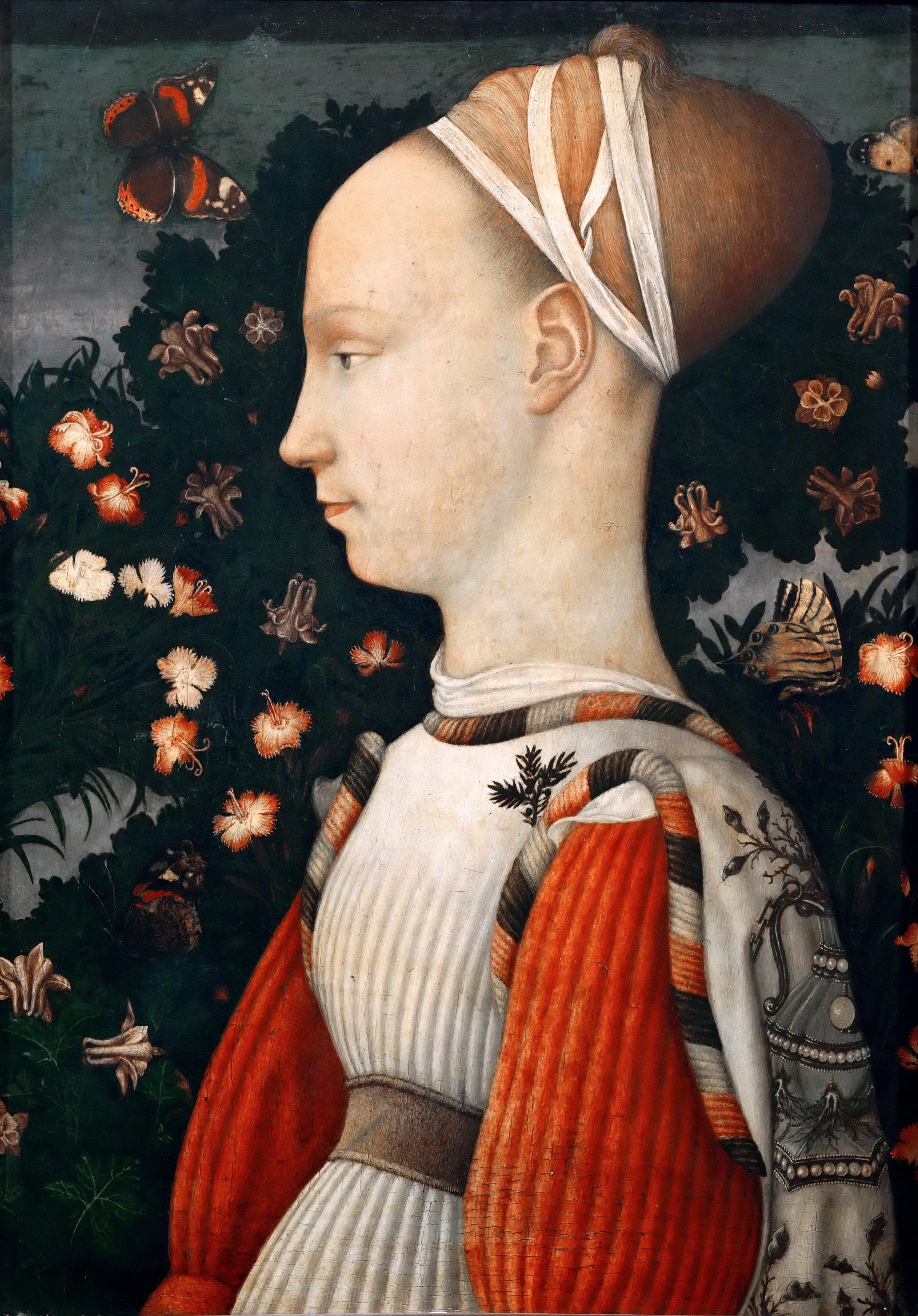
صورة الأميرة مدينة استي (جنيفرا دي استي، 1435-1449)، متحف اللوفر، باريس

### في ميلان وفيرارا
في عام 1440 كان بيزانيلو في ميلانو، دعا للادلاء بشهادته في قصر ارينيو في (11 مايو) بخصوص وقائع الحرب في نوفمبر السابق كأحد شهود العيان.اثناء اقامته قام بسك عملة فيليبو ماريا فيسكونتي.
في 1441 في مانتوفا احتسب ضد بيزانيلو مائه دوقيه كبعض ديون للاعمال التي تعاقد عليها. في ذلك الوقت أيضا أجرى سباقا الذي عقد في فيرارا مع رسام البندقية جاكوبو بيليني: تحدى نيكولو الثالث ديستي الرسامين الذين أدوا أفضل صورة لأبنه ليونيل، ثم اختار الفائز جاكوبو، على الرغم من براعه عمل بيزانيلو لم تكن علامات بيزانيلو منخفضة في التقدير للرسام ففى قصر استي، وذلك على مدى ثلاثة أو أربعة أعوام اللاحقين صنع بيزانيلو ست ميداليات لليونيلو.

### الخلاف مع البندقية
بدأت المشكلة مع البندقية في يوليو 1441، عندما ارسل حاكم فيرونا إلى مجلس العشرة البندقى تقرير أحداث الحصار والاحتلال، معلنا تصرفه المشين وخيانته لبلده الام ولابيه في القانون اندريا من لافاتا. قد اتهموه شهود اخرون بسلب الفوائد البنكيه التي كانت بعهده بنك سيمونى اليهودى الذي يقع امام كنيسه سان بياجو فقد دافع عنه خياط يدعى بوناكورسى بشهادته قائلا أن الفنان قد حاول ان بتجنب النهب ولقد تعرض البنك للنهب من قبل سارقين اخرين.
في عام 1441، بينما كان بيزانيلو عائدا عن طريق النهر إلى مانتوفا قررت حكومة سينيسمو منح العفو للمنفيين يوم 7 فبراير بما فيهم بيزانيلو الرسام شرط أن يأتي إلى البندقية في حلول نهاية مارس ليعترف بتهمه التمرد. مرة أخرى تجاهل بيزانيلو الحكم القضائى وفي ال 17 من أكتوبر اجتمع مجلش العشرة ومحامى البندقية ليقرروا ان الفنان قد اهان مدينه لاجونار متحدثا عنها ببعض الاهانات وفي مانتوفا مع الماركسى لوديفكو اتهموه بموالاته للبندقية وانه لن يرى اى مصلحه له بدون رخصه المجلس الذي وصفوه بالمتمرد مع مصادرة جميع ممتلكاته وإذا انتهك المرسوم سيواجه عقوبه قطع اللسان وطرده.
إمتثل بيزانيلو أخيرا أمام مجلس العشرة، وبقي في منفى في المدينة. وتعود إلى تلك التره صنعه لميدالية فرانشيسكو سفورزا، حليف البندقية، والتي صنعها ليخفف من عقوبه تمرده.

### الحبس في فيرارا
في 21 نوفمير 1442 حصل بيزانيلو على اذن الذهاب إلى فيرارا لحمايه مصالحه مع الحظر بعدم الذهاب إلى أراضي فيرونا أو منتوفا. في ال 27 يونيو 1443 حصل الفنان من حكومه البندقية على قرار امداد اقامته الذي من المحتمل ان يكون من اجل ارضاء أهل ايستى وفي نفس الوقت كانت العلاقات مع برنسيمو قد تحسنت نظرا لانه اعلم ان «بيزانيلو الرسام مخلص لنا». اثناء الاقامه في فيرارا ونتيجه لقرار الحظر الصادر من حكومه البندقية لم يستطع بيزانيلو الذهاب لمانتوفا على الرغم من اهتمام جوانزاغا بمقابلته وقد شهد هذا الامر عده رسائل (3 مارس و 11 سبتمبر و 10 نوفمبر 1143، 11 مارس 1444). في هذه الرسائل، وذكر أنه لأول مرة لدى الفنان النية للسفر إلى نابولي عند ألفونسو الخامس، وهناك حديث عن صنع مائدة الرب، ولم يعرف خلاف ذلك.
في 15 أغسطس 1445 سجل مبعوث قصر استى دفع خمسين قطعه نقديه من الذهب من اجل طاوله الرب ربما هي الطاولة التي جمعت بين مادونا وبين القديسين انطونيو أباتى وجورج وهي الآن بالمتحف الوطنى بلندن. وهو العمل الوحيد الذي وقع عليه بيزانيلو بالاضافه إلى ست ميداليات. صاغ بيزانيلو في تلك الفترة الاثنان من اجل سجمسموندو باندولفو ماليستا وأخرى لنوفيلو ملاتيستا سيد تشيزانا.
في 8 يناير 1447 كان بيزانيلو لا يزال في فيرارا، حيث حصل على دفعه مال تقدر بخمسة وعشرين فلورنسيه من الذهب. في 26 يناير، فوض الأخ بارثولوميو من لافنتا لتمثيله في فيرونا في ختام عقد زواج ابنته كاميلا التي تبلغ تسعة عشر عاما من جاكوبو دي تورتجس مانتينجو، البرغامى المقيم في بريشيا. وجرت مراسم الزواج في فيرونا يوم 8 يونيو 1448 وشمل المهر قطعه من الأرض كما اثبتت الوثائق وجود في فيرارا في مدينة سانتا ماريا في فادو.

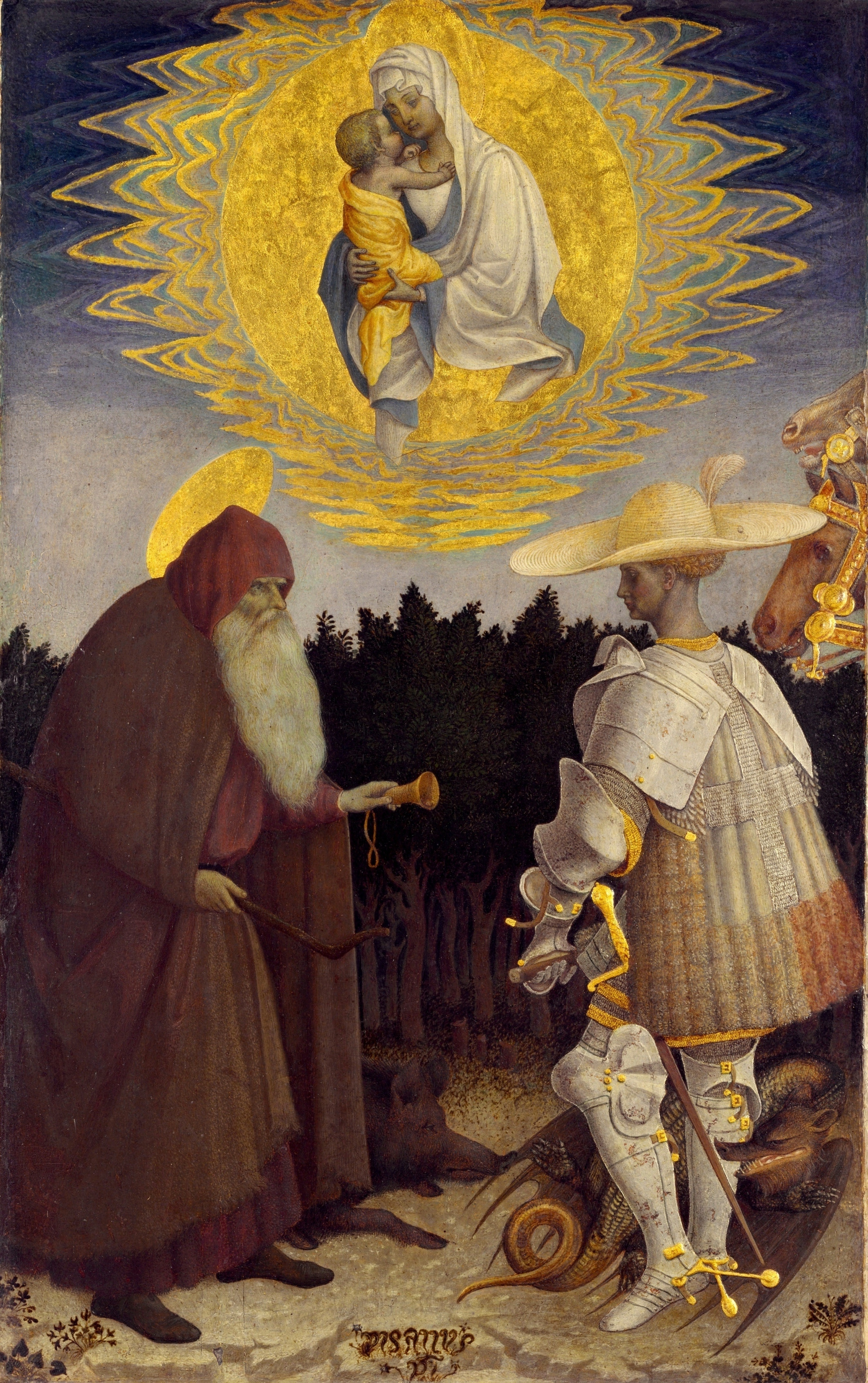
مادونا مع القديسين أنتوني أبوت وجورج (1445)، المتحف الوطني في لندن

### الاقامه الاخيرة في مانتوفا
عام 1447 بالنسبة لمرسوم النفي من الحكومة البندقية كان لا بد من إلغائه، على الرغم من أن لم يكن هناك اى توثيق له. في ذلك العام في حقيقة عاد الرسام إلى مانتوفا على النحو الذي اظهرته التواريخ المدرجه على ميداليات سيسيليا غونزاغا وبيليتو كومانو. وفي التاريخ نفسه صنعت ميداليات لفيتورينو دا فيلتري وودوفيكو غونزاغا الثالث.
في 18 أغسطس 1448، مع رسالة من لينويلو ديستي قد أرسلت إلى بيير كانديدو ديتشمبرو، من عصر الانسانيه ووزير فيليبو ماريا فيسكونتي ميدالية له من صنع بيزانيلو.

### في نابولى
في عام 1449 وصل بيزانيلو إلى القصر النابولي لأنفونسو الخامس من أراغون، الذي تم توثيقه على الأقل في الفترة من 14 فبراير. وقد تم منح الرسام شرف عظيم وامتيازات. تلقى في نفس العام أيضا قصيدة المديح من بورتشيليو. وفي هذا العام شارك في صنع الميدالية الأولى لألفونسو وقياسا على ذلك تنسب إلى نفس العام اليه أعمال أخرى مع دمية السيادية التي صنعت لانيجو دافالوس، أحد رجال الحاشية الملكية والسيد الأعلى للمملكة.

### الوفاة
بعد عام 1449 صمتت الوثائق ع الحديث عن حياة الفنان وتوقفت أيضا انشطة صانع الميداليات، مما جعل الكثير يفكر في انه توفى في السنوات المتتالية، وفي بعض الوثائق الغير مباشره اظهرت تاريخ أكثر تقدما كشهاده الاخ بارثولوميو من لفياتا انه ذكر في 14 يوليو 1455 أن بيزانيلو مدين كما لو كان على قيد الحياه. في شهاده أخرى وهي خطاب في 13 أكتوبر 1455 المرسل من روما من كارلو ميدتشى إلى شقيقه جوفانى حيث تحدذ فيه عن شراء 30 ميداليه فضه من جانزونى مصنوعه من قبل بيزانيلو الذي مات في تلك الايام. وهنا يستطيع المرء ان يفهم ان المذكور قد توفى على الرغم من ان يبقى القول الأول أكثر قبولا. بعد عام 1456 تم الاشاره إلى بيزانيلو انه أصبح جزء من الماضى وعلى هذا الاساس ارتبط التوثيق بأفضل فرضيه عن وفاه الفنان في أكتوبر 1455.

### المساحة المصورة لبيزانيلو
على الرغم من أن بيزانيلو تأثر بالإنسانية وفناني عصر النهضة، بقيت رؤيه القوطيه راسخه لديهوخاصه في الرسم. والتخصص يمكن للمرء أن يراه في مشاهد البطولة من قصر الدوق في مانتوفا، يرصد مجموعات بسيطة من اشخصيات، مع التوسع في كل الاتجاهات، مع عدم وجود نقطة اتصال أو حدود، عبرت حتى اللوحة أيضا الحدود مما جعلتها ملغيه بشكل وهمى. ويتم تحليل كل جزء واستنساخ مع الاهتمام التحليلي، لكنها تفتقر معيارا موحدا، وبالتالي تجعلها تخلق تأثير «مشكال».

### الميداليات
كان بيزانيلو واحد من أكبر صانعى الميداليات في كل العصور، وربما الأفضل على مدار العصور، كما يتضح من المؤرخين مثل فيديريكو زيري. وكان أول من أخترع هذا النوع الذي نعلمه اليوم : صورة على الجبهة وصورة على الخلفية.
وكانت الميداليات التي صنعت لاسياد القصور الإيطالية (غونزاغا، إستي، ملتستا، أراغون، وما إلى ذلك) لاقت نجاحا كبيرا، وذلك بفضل توازن التام بين التمجيد والواقعية. وقد صورت الاشخاص الاقوياء في حقبته على الجبهة، كما هو الحال في العملات الرومانية، بينما كانت على الخلفيه مشاهد استعاريه أو شخصيات رمزية مثيرة للمشاعر للغاية. وغالبا ما يرتبط كل شيء بشعارات ورموز وسمات مختلفة، وفقا لنظام احتفالي مثقف وبلاغة غير اصطناعيه مما يجعل كل قطعة تحفة وعمل رئيسى قائم بذاته.

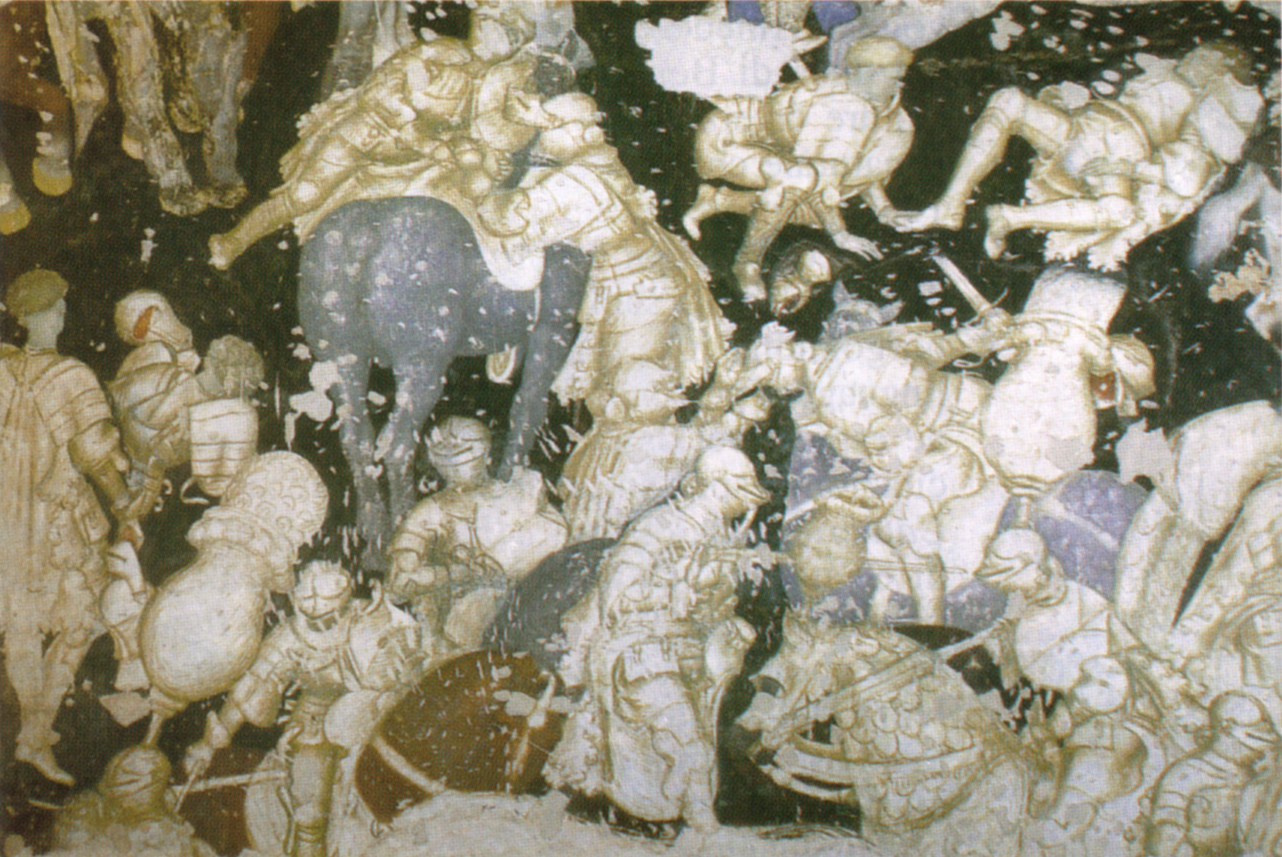
بطولة معركة لوفيزيرب، قصر دوكالي، مانتوفا

### التصميمات
يشهد الإنتاج الواسع لبيزانيلو على نشاط مثمر للغايه باختلاف الشهادات القليله الباقية على قيد الحياه فهو بلا شك من اعظم مصممى حقبته. وفي واحده من الدراسات الكامله عن جرافيك بيزانيلو التي اجريت من قبل فوس تودورو عام 166 حيث اورد 463 ورقه تحمل اسم الفنان الا انه قبل منها 80 ورقه تحمل توقيعه فقط. والنقاش حول توقيعه أو على الاقل تصميم الجرافيك الخاص به تعد من المواضيع الأكثر جدلا حول الفنان ومع زياده التراكمات من فنان لاخر ويبدو أن العديد في الواقع جمع رسوماته من الفنانين من دائرة التلاميذ، والمحاكين والنساخين فين حين ان الاضخاص غير عموميين حيث جمعوا ورق به محاكاه للاشخاص والحيوانات التي انتشرت عموما في تلك الحقيه وخاصه في لومبارد وإيطاليا الشمالية.

## روابط خارجية
- بيزانيلو على موقع الموسوعة البريطانية (الإنجليزية)
- بيزانيلو على موقع إن إن دي بي (الإنجليزية)
- بيزانيلو على موقع ديسكوغز (الإنجليزية)